# Јастребови (породица)
Јастребови (лат. Accipitridae) су породица птица из реда орлова и јастребова (Accipitriformes). У коме се налазе заједно са породицама орлови рибари (Pandionidae) и секретари (Sagittariidae), према неким класификацијама и породицом лешинари Новог света (Cathartidae). Породици јастребова припада велики број врста јастребова, орлова, мишара, кобаца, луња, еја и лешинара Старог света.
Кариотипска анализа упућује на закључак да су јастребови (Accipitridae) посебна монофилетска група, али да ли су једна породица, ред или неколико посебних редова још увек није дефинитивно одређено.

## Опис
Јастребови (Accipitridae) су породица птица која укључује врсте које се значајно разликују међусобно по величини и облику. Најмањи представници породице су бисерна луња (Gampsonyx swainsonii) и мали кобац (Accipiter minullus), који достижу дужину од 23 cm и тежину од око 85 g, а највећи живући представник је црни лешинар (Aegypius monachus), који достиже дужину од 120 cm и тежину од 14 kg. Најмањи распон крила од 39 cm има мали кобац (Accipiter minullus), а највећи од 300 cm има црни лешинар (Aegypius monachus) и хималајски суп (Gyps himalayensis). Највећа врста која је икада постојала је Хастов орао (Harpagornis moorei), за коју се процењује да је достизала дужину од 140 cm и тежину од 15 до 16,5 kg. Већину врста јастребова карактерише полни диморфизам, при чему су женке веће од мужјака.
Јастребове (Accipitridae) одликују оштар кукаст кљун и дуге канџе. Перје им је обично смеђе или сиво. Чула су им веома оштра, нарочито вид.

## Исхрана
Већина врста су грабљивице. Неке врсте претежно лове сисаре мање и средње величине, друге лове птице, треће рибу, док неке лове инсекте, гмизавце и водоземце. Међутим, има и врста које се претежно хране стрвинама, а један број се храни и воћем.

## Распрострањеност
Насељавају све континенте осим Антарктика. Неке врсте су птице селице.

## Класификација
- Потпородица Elaninae
  - Род Elanus
    - Бела луња
 (Elanus caeruleus)
    - Црноплећа луња
 (Elanus axillaris)
    - Белорепа луња
 (Elanus leucurus)
    - Словокрила луња
 (Elanus scriptus)

  - Род Chelictinia
    - Афричка ласторепа луња
 (Chelictinia riocourii)

  - Род Gampsonyx
    - Бисерна луња
 (Gampsonyx swainsonii)

  - Род Elanoides
    - Ласторепа луња
 (Elanoides forficatus)

  - Род Macheiramphus
    - Луња шишмишар
 (Macheiramphus alcinus)
- Потпородица Perninae
  - Род Aviceda
    - Афричка база / афрички јастреб-кукавица
 (Aviceda cuculoides)
    - Џердонова база / џердонов јастреб-кукавица
 (Aviceda jerdoni)
    - Црна база / црни јастреб-кукавица
 (Aviceda leuphotes)
    - Мадагаскарска база / мадагаскарски јастреб-кукавица
 (Aviceda madagascariensis)
    - Пацифичка база / пацифички јастреб-кукавица
 (Aviceda subcristata)

  - Род Henicopernis
    - Црни осичар
 (Henicopernis infuscatus)
    - Дугорепи осичар
 (Henicopernis longicauda)

  - Род Pernis
    - Осичар
 (Pernis apivorus)
    - Ћубасти осичар
 (Pernis ptilorhynchus)
    - Сулавешки осичар
 (Pernis celebensis)
    - Филипински осичар
 (Pernis steerei)

  - Род Leptodon
    - Сивоглава луња
 (Leptodon cayanensis)
    - Белоогрличаста луња
 (Leptodon forbesi)

  - Род Chondrohierax
    - Кукастокљуна луња
 (Chondrohierax uncinatus)
    - Кубанска луња
 (Chondrohierax wilsonii)
- Потпородица лешинари Старог света (Aegypiinae)
  - Род Sarcogyps
    - Индијски краљевски лешинар
 (Sarcogyps calvus)

  - Род Aegypius
    - Црни лешинар
 (Aegypius monachus)

  - Род Torgos
    - Лешинар смежураног лица
 (Torgos tracheliotos)

  - Род Trigonoceps
    - Белоглави лешинар
 (Trigonoceps occipitalis)

  - Род супови (Gyps)
    - Афрички белолеђи суп
 (Gyps africanus)
    - Индијски белолеђи суп
 (Gyps bengalensis)
    - Капски суп
 (Gyps coprotheres)
    - Белоглави суп
 (Gyps fulvus)
    - Хималајски суп
 (Gyps himalayensis)
    - Дугокљуни суп
 (Gyps indicus)
    - Пегави суп
 (Gyps rueppelli)
    - Витокљуни суп / танкокљуни суп
 (Gyps tenuirostris)

  - Род Necrosyrtes
    - Ћубасти лешинар
 (Necrosyrtes monachus)
- Потпородица Gypaetinae[8]
  - Род Neophron
    - Бела кања
 (Neophron percnopterus)

  - Род Gypohierax
    - Лешинар палмовог ораха
 (Gypohierax angolensis)

  - Род Gypaetus
    - Орао брадан
 (Gypaetus barbatus)

  - Род Eutriorchis[8]
    - Мадагаскарски змијар
 (Eutriorchis astur)
- Потпородица Buteoninae
  - Род Geranoaetus
    - Белорепи јастреб
 (Geranoaetus albicaudatus)
    - Црвенолеђи мишар
 (Geranoaetus polyosoma)
    - Црногруди орао мишар
 (Geranoaetus melanoleucus)

  - Род мишари (Buteo)
    - Мишар
 (Buteo buteo)
    - Источни мишар
 (Buteo japonicus)
    - Хималајски мишар
 (Buteo burmanicus)
    - Кејпвердски мишар
 (Buteo bannermani)
    - Сокотрански мишар
 (Buteo socotraensis)
    - Црвенорепи мишар
 (Buteo jamaicensis)
    - Риђи мишар
 (Buteo rufinus)
    - Гаћасти мишар
 (Buteo lagopus)
    - Рђави јастреб
 (Buteo regalis)
    - Црвеноплећи јастреб
 (Buteo lineatus)
    - Ширококрили мишар
 (Buteo platypterus)
    - Свејнсонов мишар
 (Buteo swainsoni)
    - Риџвејев мишар
 (Buteo ridgwayi)
    - Краткорепи мишар
 (Buteo brachyurus)
    - Белогрли мишар
 (Buteo albigula)
    - Галапагоски мишар
 (Buteo galapagoensis)
    - Сивопруги јастреб
 (Buteo nitidus)
    - Сиви мишар
 (Buteo plagiatus)
    - Пругасторепи мишар
 (Buteo albonotatus)
    - Хавајски мишар
 (Buteo solitarius)
    - Риђорепи мишар
 (Buteo ventralis)
    - Планински мишар
 (Buteo oreophilus)
    - Шумски мишар
 (Buteo trizonatus)
    - Мадагаскарски мишар
 (Buteo brachypterus)
    - Горски мишар
 (Buteo hemilasius)
    - Црвеноврати мишар
 (Buteo auguralis)
    - Мишар шакал
 (Buteo rufofuscus)
    - Арчеров мишар
 (Buteo archeri)
    - Авгуров мишар
 (Buteo augur)

  - Род Parabuteo
    - Харисов јастреб
 (Parabuteo unicinctus)
    - Белогузи јастреб
 (Parabuteo leucorrhous)

  - Род Rupornis
    - Јастреб крајпуташ
 (Rupornis magnirostris)

  - Род Pseudastur
    - Плаштасти јастреб
 (Pseudastur polionotus)
    - Бели јастреб
 (Pseudastur albicollis)
    - Пругастоглави мишар
 (Pseudastur occidentalis)

  - Род Morphnarchus
    - Црногруди јастреб
 (Morphnarchus princeps)

  - Род Buteogallus
    - Шкриљчасти јастреб
 (Buteogallus schistaceus)
    - Беловрати јастреб
 (Buteogallus lacernulatus)
    - Риђи јастреб крабар
 (Buteogallus aequinoctialis)
    - Обични црни јастреб
 (Buteogallus anthracinus)
    - Кубански црни јастреб
 (Buteogallus gundlachii)
    - Велики црни јастреб
 (Buteogallus urubitinga)
    - Савански јастреб
 (Buteogallus meridionalis)
    - Чакоански орао
 (Buteogallus coronatus)
    - Црни орао самотњак
 (Buteogallus solitarius)

  - Род Bermuteo † 
    - Бермудски јастреб
 (Bermuteo avivorus) †[а]

  - Род Busarellus
    - Црноогрличасти јастреб
 (Busarellus nigricollis)

  - Род Leucopternis
    - Полуоловни јастреб
 (Leucopternis semiplumbeus)
    - Црнолики јастреб
 (Leucopternis melanops)
    - Беловеђи јастреб
 (Leucopternis kuhli)

  - Род Cryptoleucopteryx
    - Оловни јастреб
 (Cryptoleucopteryx plumbea)

  - Род Kaupifalco
    - Јастреб гуштераш
 (Kaupifalco monogrammicus)

  - Род Butastur
    - Риђокрили мишар
 (Butastur liventer)
    - Мишар скакавичар
 (Butastur rufipennis)
    - Белооки мишар
 (Butastur teesa)
    - Сиволики мишар
 (Butastur indicus)

  - Род Geranospiza
    - Јастреб ждрал
 (Geranospiza caerulescens)
- Потпородица Aquilinae[8]
  - Род Spizaetus
    - Црни јастреб орао
 (Spizaetus tyrannus)
    - Црнобели јастреб орао
 (Spizaetus melanoleucus)
    - Китњасти јастреб орао
 (Spizaetus ornatus)
    - Црнокестењасти јастреб орао
 (Spizaetus isidori)

  - Род Nisaetus
    - Блајтов јастреб орао
 (Nisaetus alboniger)
    - Јавански јастреб орао
 (Nisaetus bartelsi)
    - Ћубасти јастреб орао
 (Nisaetus cirrhatus)
    - Флорешки јастреб орао
 (Nisaetus floris)
    - Сулавешки јастреб орао
 (Nisaetus lanceolatus)
    - Валасов јастреб орао
 (Nisaetus nanus)
    - Планински јастреб орао
 (Nisaetus nipalensis)
    - Легов јастреб орао
 (Nisaetus kelaarti)
    - Филипински јастреб орао
 (Nisaetus philippensis)

  - Род Lophaetus
    - Кукмасти орао
 (Lophaetus occipitalis)

  - Род Stephanoaetus
    - Крунасти орао
 (Stephanoaetus coronatus)
    - Мадагаскарски крунасти орао
 (Stephanoaetus mahery) †

  - Род Polemaetus
    - Велики орао или борбени орао
 (Polemaetus bellicosus)

  - Род Hieraaetus
    - Мали орао
 (Hieraaetus morphnoides)
    - Пигмејски орао
 (Hieraaetus weiskei)
    - Ејрсов јастреб орао
 (Hieraaetus ayresii)
    - Валбергов орао
 (Hieraaetus wahlbergi)
    - Патуљасти орао
 (Hieraaetus pennatus)

  - Род Lophotriorchis
    - Риђотрби јастреб орао
 (Lophotriorchis kienerii)

  - Род орлови (Aquila)
    - Пругасти орао
 (Aquila fasciata)[б]
    - Касинов јастреб орао
 (Aquila africana)[в]
    - Афрички јастреб орао
 (Aquila spilogaster)
    - Сури орао
 (Aquila chrysaetos)[9]
    - Крсташ
 (Aquila heliaca)[9]
    - Шпански крсташ
 (Aquila adalberti)[9]
    - Степски орао
 (Aquila nipalensis)[9]
    - Савански орао
 (Aquila rapax)[9]
    - Афрички црни орао
 (Aquila verreauxii)[9]
    - Гернијев орао
 (Aquila gurneyi)
    - Клинорепи орао
 (Aquila audax)

  - Род Clanga
    - Црни орао[9]
 (Clanga clanga)
    - Орао кликташ[9]
 (Clanga pomarina)
    - Индијски орао кликташ
 (Clanga hastata)

  - Род Ictinaetus
    - Малајски орао
 (Ictinaetus malaiensis)
- Потпородица Circinae
  - Род еје (Circus)
    - Еја ливадарка
 (Circus pygargus)
    - Пољска еја
 (Circus cyaneus)
    - Северна еја
 (Circus hudsonius)[10]
    - Еја мочварица
 (Circus aeruginosus)
    - Источна еја мочварица
 (Circus spilonotus)
    - Афричка еја мочварица
 (Circus ranivorus)
    - Папуанска еја
 (Circus spilothorax)
    - Аустралазијска еја
 (Circus approximans)
    - Мадагаскарска еја
 (Circus macrosceles)
    - Реинионска еја
 (Circus maillardi)
    - Дугокрила еја
 (Circus buffoni)
    - Пегава еја
 (Circus assimilis)
    - Црна еја
 (Circus maurus)
    - Пепељаста еја
 (Circus cinereus)
    - Степска еја
 (Circus macrourus)
    - Шарена еја
 (Circus melanoleucos)
- Потпородица Polyboroidinae
  - Род Polyboroides[8]
    - Афричка еја јастреб
 (Polyboroides typus)
    - Мадагаскарска еја јастреб
 (Polyboroides radiatus)
- Потпородица Milvinae
  - Род Harpagus
    - Двозуба луња
 (Harpagus bidentatus)
    - Риђобедра луња
 (Harpagus diodon)

  - Род Ictinia
    - Мисисипијска луња
 (Ictinia mississippiensis)
    - Оловна луња
 (Ictinia plumbea)

  - Род Rostrhamus
    - Луња пужар
 (Rostrhamus sociabilis)

  - Род Helicolestes
    - Танкокљуна луња
 (Helicolestes hamatus)

  - Род Haliastur
    - Брахминска луња
 (Haliastur indus)
    - Луња звиждара
 (Haliastur sphenurus)

  - Род луње (Milvus)
    - Риђа луња
 (Milvus milvus)
    - Црна луња
 (Milvus migrans)
    - Жутокљуна луња
 (Milvus aegyptius)

  - Род Lophoictinia
    - Ћубаста луња
 (Lophoictinia isura)

  - Род Hamirostra
    - Црногруди мишар
 (Hamirostra melanosternon)
- Потпородица јастребови (Accipitrinae)
  - Род јастребови (Accipiter)
    - Јастреб
 (Accipiter gentilis)
    - Кобац
 (Accipiter nisus)
    - Сивотрби јастреб
 (Accipiter poliogaster)
    - Ћубасти јастреб
 (Accipiter trivirgatus)
    - Сулавешки јастреб
 (Accipiter griseiceps)
    - Црвеногруди јастреб
 (Accipiter toussenelii)
    - Афрички јастреб
 (Accipiter tachiro)
    - Кинески кобац
 (Accipiter soloensis)
    - Мадагаскарски јастреб
 (Accipiter francesiae)
    - Пегаворепи кобац
 (Accipiter trinotatus)
    - Сиви јастреб
 (Accipiter novaehollandiae)
    - Сивориђи јастреб
 (Accipiter hiogaster)
    - Малосундски јастреб
 (Accipiter sylvestris)
    - Смеђи јастреб
 (Accipiter fasciatus)
    - Црноплаштасти јастреб
 (Accipiter melanochlamys)
    - Шарени јастреб
 (Accipiter albogularis)
    - Фиџијски јастреб
 (Accipiter rufitorques)
    - Белотрби јастреб
 (Accipiter haplochrous)
    - Молучки јастреб
 (Accipiter henicogrammus)
    - Сивоглави јастреб
 (Accipiter poliocephalus)
    - Новобритански јастреб
 (Accipiter princeps)
    - Црни кобац
 (Accipiter melanoleucus)
    - Хенстов јастреб
 (Accipiter henstii)
    - Мејеров јастреб
 (Accipiter meyerianus)
    - Кестењастобоки кобац
 (Accipiter castanilius)
    - Никобарски кобац
 (Accipiter butleri)
    - Краткопрсти кобац
 (Accipiter brevipes)
    - Смеђеплаштасти јастреб
 (Accipiter luteoschistaceus)
    - Јастреб имитатор
 (Accipiter imitator)
    - Црвеноноги кобац
 (Accipiter erythropus)
    - Мали кобац
 (Accipiter minullus)
    - Јапански кобац
 (Accipiter gularis)
    - Патуљасти кобац
 (Accipiter nanus)
    - Риђоврати кобац
 (Accipiter erythrauchen)
    - Огрличасти кобац
 (Accipiter cirrocephalus)
    - Новобритански кобац
 (Accipiter brachyurus)
    - Виногруди кобац
 (Accipiter rhodogaster)
    - Мадагаскарски кобац
 (Accipiter madagascariensis)
    - Овамбоански кобац
 (Accipiter ovampensis)
    - Риђогруди кобац
 (Accipiter rufiventris)
    - Кратконоги кобац
 (Accipiter badius)
    - Сићушни јастреб
 (Accipiter superciliosus)
    - Полуогрличасти јастреб
 (Accipiter collaris)
    - Амерички кобац
 (Accipiter striatus)
    - Куперов јастреб
 (Accipiter cooperii)
    - Кубански јастреб
 (Accipiter gundlachi)
    - Двобојни јастреб
 (Accipiter bicolor)
    - Индијски кобац
 (Accipiter virgatus)

  - Род Urotriorchis
    - Дугорепи јастреб
 (Urotriorchis macrourus)

  - Род Erythrotriorchis
    - Кестењастоплећи јастреб
 (Erythrotriorchis buergersi)
    - Црвени јастреб
 (Erythrotriorchis radiatus)

  - Род Megatriorchis
    - Доријев јастреб
 (Megatriorchis doriae)
- Потпородица Circaetinae
  - Род Terathopius
    - Краткорепи орао
 (Terathopius ecaudatus)

  - Род змијари (Circaetus)
    - Змијар
 (Circaetus gallicus)
    - Црногруди змијар
 (Circaetus pectoralis)
    - Бодуенов орао змијар
 (Circaetus beaudouini)
    - Смеђи орао змијар
 (Circaetus cinereus)
    - Источноафрички орао змијар
 (Circaetus fasciolatus)
    - Западни орао змијар
 (Circaetus cinerascens)
    - Конгоански орао змијар
 (Circaetus spectabilis)

  - Род азијски змијари (Spilornis)
    - Андамански змијар
 (Spilornis elgini)
    - Великоникобарски змијар
 (Spilornis klossi)
    - Сулавешки змијар
 (Spilornis rufipectus)
    - Ћубасти змијар
 (Spilornis cheela)
    - Филипински змијар
 (Spilornis holospilus)
    - Планински змијар
 (Spilornis kinabaluensis)

  - Род Pithecophaga[8]
    - Филипински орао
 (Pithecophaga jefferyi)
- Потпородица морски орлови рибари (Haliaeetinae)[8]
  - Род белорепани (Haliaeetus)
    - Белотрби морски орао
 (Haliaeetus leucogaster)
    - Санфордов морски орао
 (Haliaeetus sanfordi)
    - Афрички орао рибар
 (Haliaeetus vocifer)
    - Мадагаскарски орао рибар
 (Haliaeetus vociferoides)
    - Паласов белорепан
 (Haliaeetus leucoryphus)
    - Белорепан
 (Haliaeetus albicilla)
    - Белоглави орао
 (Haliaeetus leucocephalus)
    - Белоплећи белорепан
 (Haliaeetus pelagicus)

  - Род Ichthyophaga
    - Мали орао рибар
 (Ichthyophaga humilis)
    - Сивоглави орао рибар
 (Ichthyophaga ichthyaetus)
- Потпородица харпије (Harpiinae)[8]
  - Род Morphnus
    - Гвајанска харпија
 (Morphnus guianensis)

  - Род Harpia
    - Харпија
 (Harpia harpyja)

  - Род Harpyopsis
    - Папуанска харпија
 (Harpyopsis novaeguineae)
- Потпородица Melieraxinae[8]
  - Род Melierax
    - Тамни јастреб певач
 (Melierax metabates)
    - Бледи јастреб певач
 (Melierax canorus)
    - Источни јастреб певач
 (Melierax poliopterus)

  - Род Micronisus
    - Габар
 (Micronisus gabar)